# Сункар (Уйгурский район)
Сункар (каз. Сұңқар) — село в Уйгурском районе Алматинской области Казахстана. Входит в состав Дардамтинского сельского округа. Находится примерно в 55 км к востоку-юго-востоку (ESE) от села Чунджа, административного центра района, на высоте 1213 метров над уровнем моря. Код КАТО — 196643400.

## Население
В 1999 году численность населения села составляла 1661 человека (850 мужчин и 811 женщин). По данным переписи 2009 года, в селе проживало 1720 человек (900 мужчин и 820 женщин). По данным переписи 2021 года, в селе проживало 1392 человек (751 мужчин и 641 женщин)

## Топографические карты
- Лист карты K-44-17 Кетмень. Масштаб: 1 : 100 000. Состояние местности на 1987 год. Издание 1991 г.